# Västanvik
Västanvik is een plaats in de gemeente Leksand in het landschap Dalarna en de provincie Dalarnas län in Zweden. De plaats heeft 385 inwoners (2005) en een oppervlakte van 147 hectare. De plaats ligt aan het Östanviken, een baai van het meer Siljan.